# Маундс (Оклахома)
Маундс (енгл. Mounds) град је у америчкој савезној држави Оклахома.

## Демографија
По попису из 2010. године број становника је 1.168, што је 15 (1,3%) становника више него 2000. године.
| Група             | 2000.       | 2010.       |
| Белци             | 870 (75,5%) | 870 (74,5%) |
| Афроамериканци    | 14 (1,2%)   | 16 (1,4%)   |
| Азијати           | 1 (0,1%)    | 2 (0,2%)    |
| Хиспаноамериканци | 21 (1,8%)   | 39 (3,3%)   |
| Укупно            | 1.153       | 1.168       |